# هوموريوديكتول
هوموريوديكتول هي فلافانون ذات تقنيع مر مستخرجة من سانتا هربا (بلسم الجبل) وهو نبات ينمو في أمريكا.
هوموريوديكتول (3- ميثوكسي-4، 5.7- ثالثي هيدروكسي فلافانون) وهي واحدة من 4 فلافانونات تحدد من خلال سيمبراس في انتزاع هذا النبات وهو العقار الذي يعمل على تعديل الذوق : ملح الصوديوم للهوموريوديكتول، مع إيروديكتول وسترهوبين.  وملح الصوديوم في هوموريوديكتول ينتزع مع النشاط القناعي المر والذي يخرج من تخفيض نسبة تصل من 10 إلى 40% من مرارة الساليسن والاماروجنتين والبراسياتيمول والكينين. على الرغم من أنه لا يوجد نشاط مراري يصطحب إخفاء مستحلبات حمض الليولينك. ووفقًا للعلماء السيرايز فإن ملح الصوديوم في هوموريوديكتول يبدو معدلًا للذوق عند استخدامه بكمية كبيرة مع الطعام والأدوية.
تعتمد تحقيقات وفحوصات المتعلقات الهيكلية على الريدكتول والهوموريوديكتول، وتم العثور على 2،4 من حمض دهيدروكسيبنزويتش فانيلي لاميد والذي يعمل على نزع النشاط المراري الخفي. وفي 0.1 جرام/لتر، فإن مشتق الفانيليا قادر على تقليل نسبة المرارة إلى 0.5 جرام/لتر ومحلول الكافيين إلى 30%.